# Ben Stapp
Benjamin „Ben“ Stapp (*  14. Januar 1982 in Kalifornien) ist ein US-amerikanischer Jazzmusiker (Tuba, Komposition).

## Leben und Wirken
Stapp studierte an der UCLA bei Tommy Johnson, bevor er seine Studien am Royal Northern College of Music in Manchester fortsetzte, wo er Tuba bei Roger Bobo und Komposition bei Anthony Gilbert studierte. In den 2000er-Jahren lebte er eine Zeitlang in Europa und spielte in dieser Zeit u. a. in den Formationen Dakah Hip-Hop Orchestra, im Alipio C. Neto Quartet (The Perfume Comes Before the Flower (2007), u. a. mit Herb Robertson) und The Archaic Future Players (mit Dave Noyes, Jeremy Udden, Kenny Warren) sowie mit Franz Hautzinger, Red Baraat, dem International Contemporary Ensemble (ICE) und Anti-Social Music. 2008 legte er sein Debütalbum Ecstasis (Uqbar Music, mit Tony Malaby und Satoshi Takeishi) vor. Anfang des folgenden Jahrzehnts arbeitete er u. a. mit Sanda Weigl, Stephen Haynes, Joel Harrison, Robert Sabin und Jeff Newell.
Stepp arbeitet gegenwärtig (2016) mit seiner Band The Zozimos, der Satoshi Takeishi (Perkussion), Stephen Haynes (Kornett/Flügelhorn), Oscar Noriega (Klarinette) und Rebekah Heller (Fagott) angehören. Mit The Zozimos trst er in New Yorker Spielstätten wie dem Stone, Cornelia Street Cafe, der Tea Lounge und dem Roulette auf und gewann den ersten Preis der Bob Stewart Tuba Competition im Rahmen des 38sten Duke Ellington Jazz Festival, was ihm die Arbeit an der Auftragskomposition Eight Houses (2011) ermöglichte. 2011 erschien das Album Eight Houses for Brass & Electronics, u. a. mit Satoshi Takeishi, Shoko Nagai und Nate Wooley. Es folgte Stapps Opernprojekt Myrhha’s Red Book, basierend auf Carl Gustav Jung „Rotem Buch“, das 2013 uraufgeführt wurde. Im Bereich des Jazz war er zwischen 2007 und 2024 an 16 Aufnahmesessions beteiligt, u. a. auf Steve Swells Hommage à Galina Ustvolskaya und Matt Lavelles The Crop Circles Suite (2024).